# Eucladoceros dicranios
Eucladoceros dicranios es una especie de cérvido extinto que vivió en el Plioceno y en el Pleistoceno en Europa.
La característica más espectacular de este gran ciervo era su cornamenta, que podía medir hasta 1,70 metros de amplitud y era muy ramificada (de ahí proviene el nombre del género, Eucladoceros -'cuernos ramificados'- o Polycladus -'muchas ramas'-), terminando en aproximadamente una docena de puntas. La longitud del animal era de 2.50 m y contaba con una altura de 1.80 m. Solo su también extinto pariente Megaloceros y el actual alce son más grandes dentro de la familia de los ciervos.
E. dicranios vagaba por espacios abiertos y zonas relativamente boscosas de Europa.